# Catasetum kraenzlinianum
Catasetum kraenzlinianum är en orkidéart som beskrevs av Rudolf Mansfeld. Catasetum kraenzlinianum ingår i släktet Catasetum och familjen orkidéer. Inga underarter finns listade i Catalogue of Life.